# КрАЗ-6437
КрАЗ-6437 — лесовоз Кременчугского автомобильного завода, разработанный при участии специалистов НАМИ на основе конструкции КрАЗ-260.

## История
Полноприводный лесовоз КрАЗ-6437 грузоподъемностью 30,5 тонн с двухосным прицепом-роспуском ГКБ-9871 для транспортировки деревьев и хлыстов длиной 24-30 метров был представлен на выставке автомобильной техники "Автопром-84", посвящённой 60-летию советского автомобилестроения. Серийное производство КрАЗ-6437 началось в 1987 году.
В 1993 году было выпущено 238 лесовозов КрАЗ-6437.
Современная модель КрАЗ-64372 выпускается с 1994 года. До конца 2010-х гг. на неё ставили двигатели ЯМЗ-238Д (Euro-0) или ЯМЗ-238ДЕ2 (Euro-2). По состоянию на 2019 год на все капотные грузовики КрАЗ устанавливаются китайские моторы Weichai, в том числе и на модель «64372».

## Варианты и модификации
- КрАЗ-6437 — базовая модель, имевшая кабину КрАЗ-260 (с улучшенной внутренней отделкой кабины термоизоляционными материалами) и двигатель ЯМЗ-238Ф мощностью 320 л. с. Максимальная скорость — 60 км/ч[2]. Выпускался в двух вариантах исполнения: с двускатной ошиновкой задних колёс (в этом случае использовались стандартные шины 12.00R20) или с односкатными колёсами 1300х530-533[6]
- КрАЗ-643701 — модель с двигателем ЯМЗ-238ФМС мощностью 320 л. с., крыльями от опытных КрАЗ-6315 и адаптированными под них панелями боковой облицовки, как на поздних КрАЗ-260. Разработан в начале 1990-х годов. Максимальная скорость — 72 км/ч[7]
- КрАЗ-64371 — лесовоз с турбодизельным двигателем ЯМЗ-238Д мощностью 330 л. с. и кабиной от КрАЗ-6322
- КрАЗ-64372 тип 1 «Лісник» — лесовоз грузоподъемностью 26,2 тонны, частично унифицированный по деталям с седельным тягачом КрАЗ-6446 (с кабиной от КрАЗ-6322, турбодизельным двигателем ЯМЗ-238ДЕ2 мощностью 330 л. с. и односкатной ошиновкой задних колёс)[8]
- КрАЗ-64372 тип 2 «Лісник» — лесовоз грузоподъемностью 30,9 тонн, частично унифицированный по деталям с тягачом КрАЗ-6446 (с кабиной от КрАЗ-6322, турбодизельным двигателем мощностью 330—370 л. с. и двускатной ошиновкой задних колёс)[8][9]
- КрАЗ-64372IK — лесовоз грузоподъемностью 31 тонна, с новой кабиной и турбодизельным двигателем мощностью 362—380 л. с.[10]